# USS Bainbridge (CGN-25)
USS Bainbridge (CGN-25) byl raketový křižník námořnictva Spojených států amerických s jaderným pohonem, odvozený od konvenční třídy Leahy. Byl třetí postavenou hladinovou lodí amerického námořnictva s jaderným pohonem. Předcházely mu křižníky USS Long Beach (CGN-9) a letadlová loď USS Enterprise (CVN-65). Postaven byl v letech 1959–1961 a americké námořnictvo ho provozovalo až do roku 1996. Původně byl klasifikován jako vůdčí loď torpédoborců a teprve roku 1975 se jeho označení změnilo na raketový křižník (CGN).

## Stavba

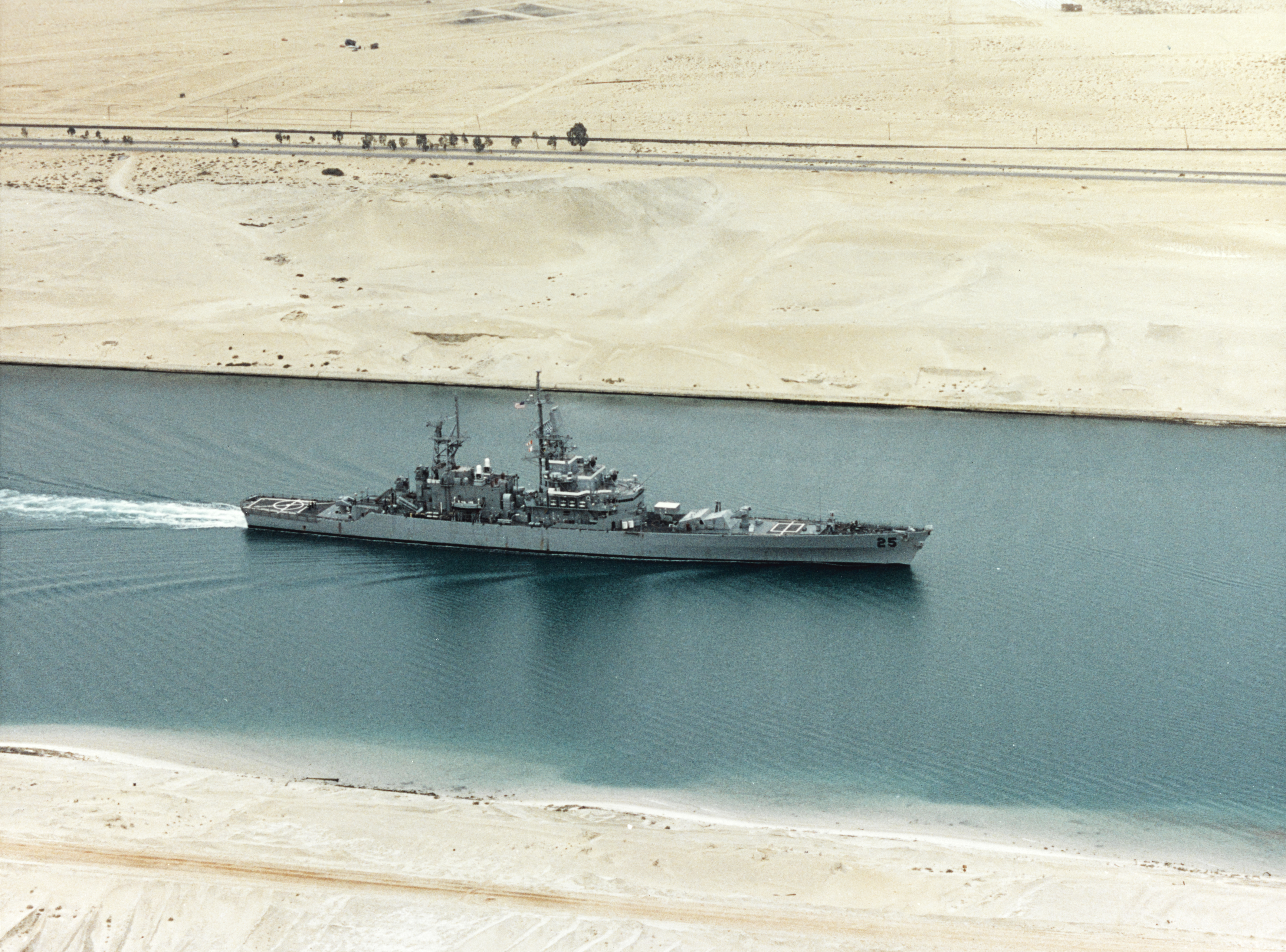
USS Bainbridge (DLGN-25) proplouvá Suezským průplavem

Stavba lodi byla objednána 1. září 1958. Kýl byl založen 15. května 1959 v loděnici Bethlehem Steel v Quincy ve státě Massachusetts. Na vodu byla loď spuštěna 15. dubna 1961 a 6. října 1962 byla přijata do operační služby.

## Konstrukce

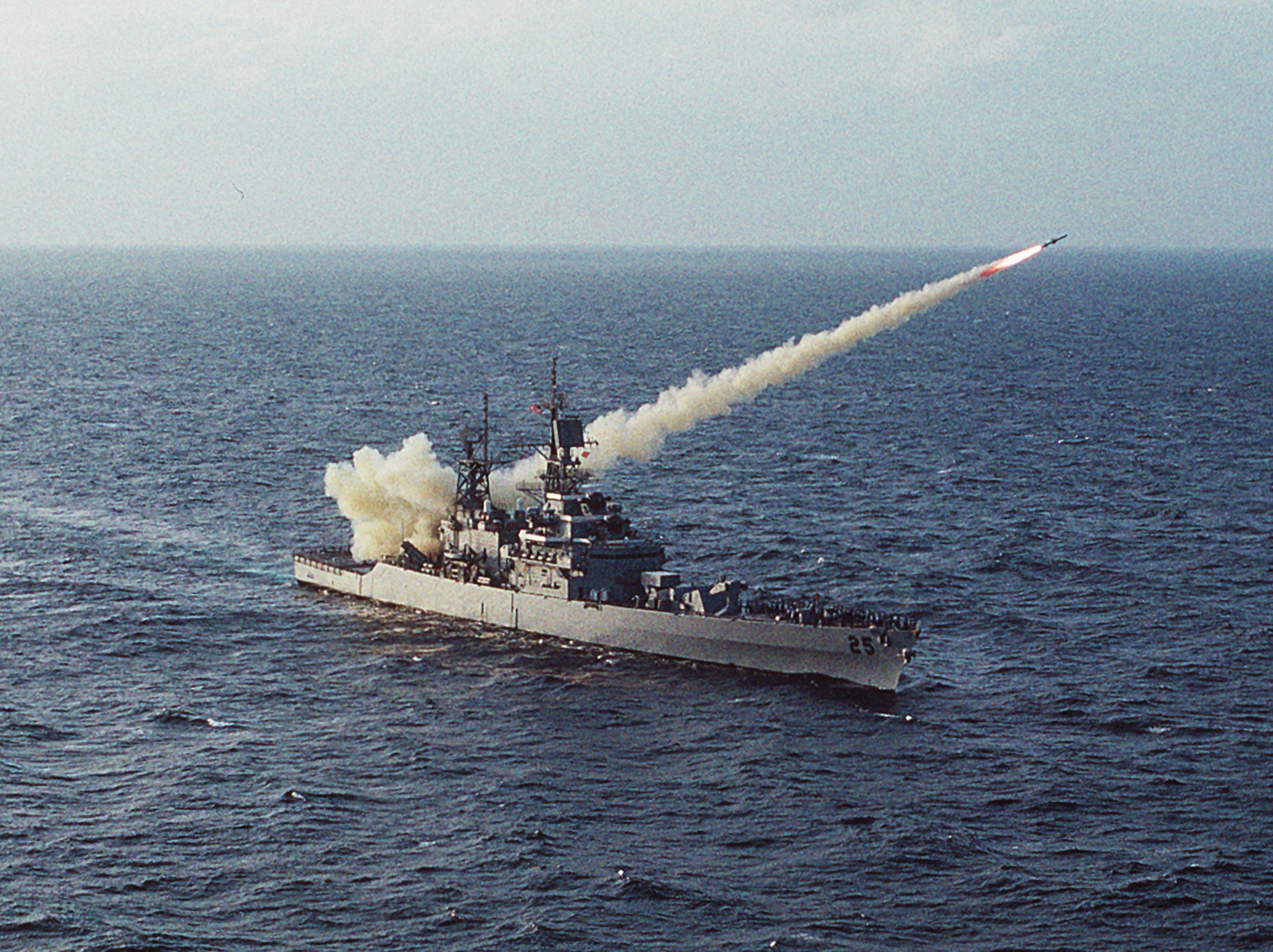
USS Bainbridge (DLGN-25) vypouští protilodnéí střelu Harpoon

Konstrukce lodi byla založena na výrazně upraveném projektu křižníků předcházející třídy Leahy. Trup byl z oceli, nástavby z hliníku. Základem výzbroje lodi byla dvě dvojitá odpalovací zařízení protiletadlových řízených střel Terrier. Jedno bylo na přídi a druhé na zádi, přičemž pro každé byla nesena zásoba 40 střel. Protiponorkovou výzbroj tvořilo osminásobné odpalovací zařízení raketových torpéd ASROC na přídi a dva tříhlavňové 324mm protiponorkové torpédomety po stranách nástavby. Hlavňová výzbroj byla slabá — čtyři 76mm kanóny v dvouhlavňových postaveních.
Pohonný systém tvořily dva reaktory D2G firmy General Electric a dvě turbíny stejného výrobce. Lodní šrouby byly dva. Nejvyšší rychlost dosahovala 30 uzlů.

### Modernizace
Během služby byl křižník dvakrát modernizován — v letech 1974–1977 a 1983–1985. Výzbroj byla rozšířena o dva čtyřnásobné kontejnery protilodních střel Boeing Harpoon, čtyři 12,7mm kulomety a dva systémy blízké obrany Phalanx CIWS. Protiletadlové střely byly novějšího typu Standard ER (zásoba střel zůstala stejná). Naopak 76mm kanóny byly odstraněny.

## Operační nasazení

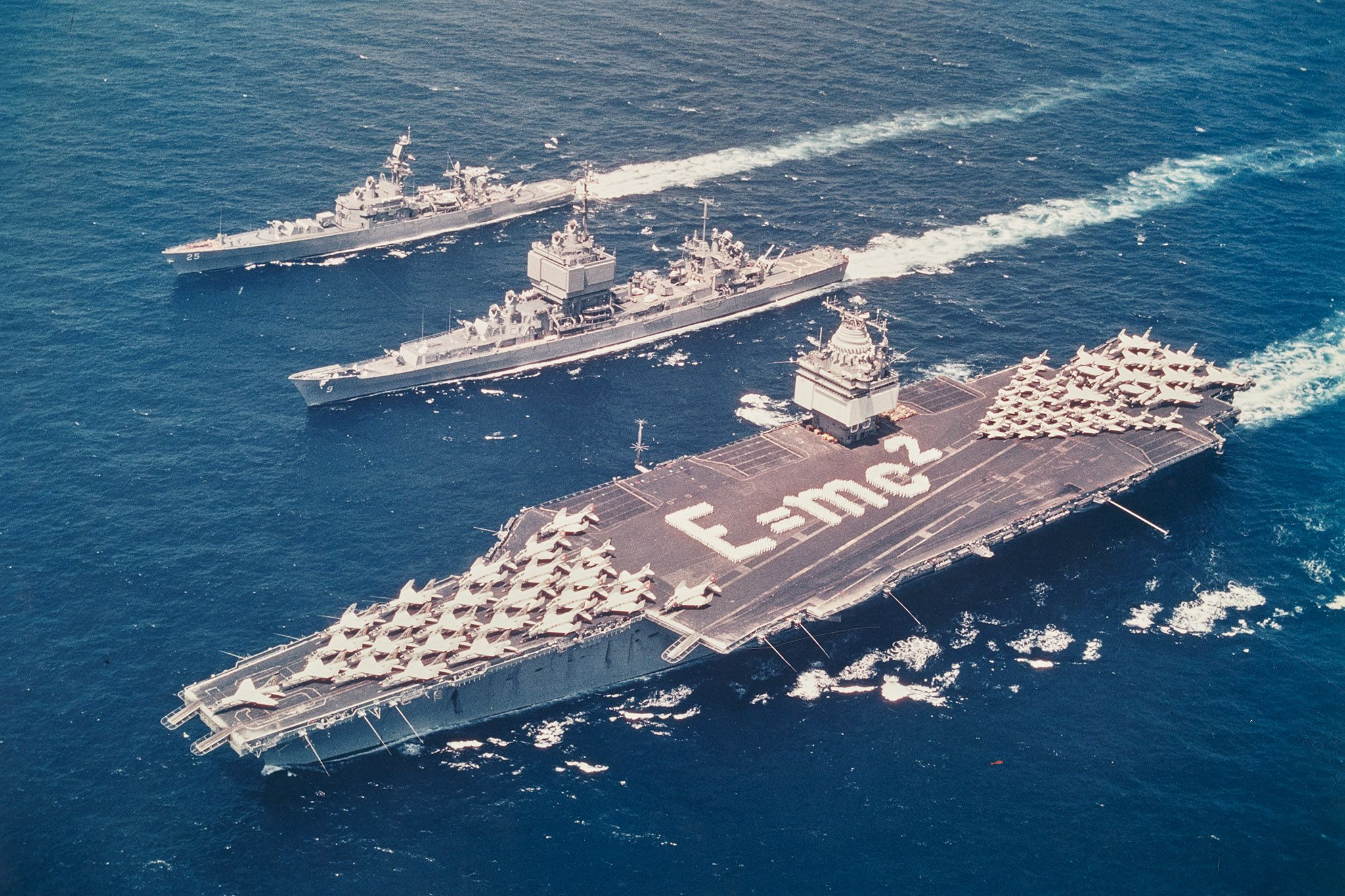
Operace Sea Orbit — zleva USS Bainbridge (DLGN-25), USS Long Beach (CGN-9) a USS Enterprise (CVAN-65)

V červenci 1964 vytvořily Bainbridge, Long Beach a Enterprise svaz Task Force 1, který v následujících dvou měsících provedl operaci Sea Orbit — obeplutí zeměkoule bez doplňování paliva. Křižník byl rovněž nasazen ve vietnamské válce.